# Battle Flip Shot
Battle Flip Shot (バトルフリップショット?, Batoru Furippu Shotto) è un videogioco arcade sviluppato da Visco per la scheda hardware Neo Geo, pubblicato da SNK nel 1998. Due anni dopo la compagnia produsse il suo diretto sequel, Bang Bead, uscito ancora una volta sul Neo Geo come loro ultimo lavoro sulla stessa.
È stato annunciato nell'estate dello stesso anno con il nome di lavorazione (e attualmente alternativo) Flip Shot.

## Trama
La storia è risalente agli inizi del XXII secolo. Cinque persone di diverse nazionalità sono già passate alle fasi preliminari della fittizia "Naniwa Glorious Iron Nerve Championship", dove nella finale vedranno chi in questo torneo ne uscirà come il più forte del mondo.

## Modalità di gioco
Sebbene sia presentato come un clone di Windjammers, su quanto concerne il gameplay Battle Flip Shot trae maggiore influenza dal celebre Pong.
I cinque sopracitati contendenti possono muoversi liberi per la propria metà del campo senza oltrepassare la linea centrale. Forniti di uno scudo calciano, dirigono o semplicemente deviano la giocabile palla, la quale non può lasciare l'area da fare goal oltre il fondo in uno dei lati verticali, poiché delimitati da muri. Di fianco ai muri medesimi sono allineati sei bersagli che devono essere colpiti e rimossi in modo da assegnare punteggi variabili. Inoltre ogni contendente dispone di un personale attacco speciale ("Shot").
Sei incontri uno contro uno articolati in tre round vi vengono disputati. L'obiettivo dei giocatori è quello di rimuovere mediante la palla cotali bersagli entro i 99 secondi di tempo a disposizione. Il round viene vinto anche una volta scaduto il conto alla rovescia, però in base a colui che finora ne ha salvaguardati più di quelli del suo avversario; in caso di parità entrambi gli sfidanti lo vincono ugualmente. Chi si aggiudica due round risulta vincitore dell'incontro e può procedere col prossimo.

### Personaggi
- Chinta Nemoto - 27 anni, nato il 7 aprile 2102. Disoccupato
- Siren - 20 anni, nata il 12 ottobre 2109. Studentessa universitaria
- Mr. Justice - 42 anni, nato il 17 agosto 2087. Poliziotto
- Bloody Wolf - 28 anni, nata il 6 dicembre 2101. Programmatrice informatica
- Saimon - 34 anni, nato il 13 luglio 2095. Esattore